# Миротворцев, Сергей Романович
Серге́й Рома́нович Миротво́рцев (16 [28] мая 1878, станица Усть-Медведицкая, Область Войска Донского — 4 мая 1949, Саратов) — русский и советский хирург, действительный член (академик) Академии медицинских наук СССР (с 1945), заслуженный деятель науки РСФСР (с 1935), участник русско-японской, Первой мировой, Гражданской, Финской и Великой Отечественной войн.

## Биография
Родился 16 [28] мая 1878 года в станице Усть-Медведицкая области Войска Донского в семье Романа Львовича (1847—1910) и Александры Ивановны Миротворцевых. Отец — филолог, учитель гимназии; с 1882 года был директором Корочанской гимназии (в Курской губернии), затем — директором Ахтырской гимназии (в Харьковской губернии); действительный статский советник.
Дед Сергея Романовича Миротворцева (по мужской линии) — священник Покровского Сорогожского погоста Весьегонского уезда Тверской губернии (сейчас — Лесного района Тверской области) — Лев Герасимович Миротворцев (1800—1870), его жена Александра Павловна (1809—1880). В семье Льва Герасимовича было много детей: Павел Львович Миролюбов (1832—?), Михаил Львович Миролюбов (1834—?), Афанасий Львович Миролюбов (1836—?), Мария Львовна Танина (Миротворцева) (1838—?), Герасим Львович Миротворцев (1840—?), Анна Львовна Миротворцева (1842—?), Арсений Львович Миротворцев (1843—?), Петр Львович Миротворцев (1846—?), Роман Львович Миротворцев (1847—1910).
После окончания гимназии в 1898 году подал документы в Московский сельскохозяйственный институт, но не прошёл по конкурсу, после чего поступил на медицинский факультет Императорского Харьковского университета. Во время учёбы в соавторстве со студентом В. П. Воробьёвым написал две работы: «Сосуды и нервы сухожилий стопы человека» и «Вывихи костей запястья», за которые авторам по решению Учёного Совета университета были присуждены золотые медали. В 1903 году окончил университет с дипломом «лекаря с отличием»; его имя было занесено на мраморную доску университета. В том же году переехал в Санкт-Петербург, где устроился внештатным ординатором Обуховской больницы под руководством профессора А. А. Троянова.
В 1904 году в период временного пребывания в уездном городе Ахтырка, где в 1899—1907 годах его отец занимал должность директора Ахтырской мужской гимназии, выполнил совместно с уездным врачом В. И. Солодовниковым первую в своей практике уникальную на то время операцию кесарева сечения.
В период русско-японской войны с 26 февраля 1904 по 1 июня 1905 года в качестве врача-добровольца участвовал в обороне Порт-Артура. Сначала на пароходе-экспрессе «Монголия», затем в сухопутных госпиталях. После сдачи крепости долечивал русских раненных в плену в Японии и вместе с ними вернулся в Россию морем в 1905 году.
В начале 1914 года переехал из Петербурга в Саратов. В марте того же года С. Р. Миротворцев по конкурсу был избран профессором кафедры общей хирургической патологии с клиникой Саратовского Императорского университета. В 1918 году избран членом правления Саратовского университета, в 1920 году — деканом медицинского факультета.
В 1922 году во время своего приезда к родителям в Ахтырку выступал перед населением с циклом лекций, в местной газете опубликовал статью «Успехи современной хирургии», а в Ахтырской типографии была издана его работа о профилактике и лечении туберкулёза, которая в условиях разрухи получила широкое распространение.
В годы гражданской войны под его руководством в Саратове и области были сформированы и работали 60 госпиталей для оказания помощи раненым.
29 декабря 1922 года избран ректором Саратовского университета, который в октябре 1923 года был переименован в Саратовский государственный университет им. Н. Г. Чернышевского. Был последним ректором—медиком. В 1928 году Миротворцев не стал баллотироваться на новый срок ректорства и перешёл на работу на свою кафедру.
Заведуя факультетской хирургической клиникой, продолжал совершенствовать предложенный им ранее оригинальный метод оперативного вмешательства при некоторых тяжелых заболеваниях мочевого пузыря и уретры. Разработанный им метод пересадки мочеточников в толстый кишечник получил широкое распространение в хирургии и в настоящее время известен под названием «операции Миротворцева».

В 1935 году ему было присвоено звание заслуженного деятеля науки РСФСР. В 1939—1941 годах — главный хирург эвакопункта № 45 по организации хирургической помощи раненым в войне с белофиннами. 

Улица Миротворцева С. Р. мемдоска Саратов

Автор ряда важных научно-практических выводов и нового прогрессивного взгляда на военно-полевую хирургию в условиях Великой Отечественной войны, сыгравшего большую практическую роль в оказании помощи раненым. В частности, об осуществлении первичной обработки ран как основного метода оказания первой врачебной помощи, первоочередном проведении операций при ранениях черепа и мозга, груди и живота, борьбы с шоком на передовых позициях, переливании крови во фронтовых условиях, комплексном лечении раненых.
Благодаря опыту и организаторскому таланту Миротворцева, более 70 % раненых, лечившихся в саратовских и пензенских госпиталях, возвращались в строй.
Вместе с бригадой врачей (М. Н. Кушева, Е. Н. Попов) 7 января 1943 года провёл осмотр повреждений тела Героя Советского Союза М. М. Расковой в Саратовском госпитале, 8 января принял участие во вскрытии и восстановлении лица и головы М. М. Расковой.
В 1946 году по инициативе Миротворцева в Саратове был создан Институт восстановительной хирургии для обслуживания инвалидов войны и травматических больных и протезная мастерская.
В октябре 1945 года был избран в действительные члены (академики) Академии медицинских наук СССР.
Автор свыше 80 работ, в том числе 23 монографий по вопросам практической хирургии, среди которых «Экспериментальные данные к вопросу о пересадке мочеточников в кишечник» (1909), «Саркомы трубчатых костей» (1914), «Особенности ранений конечностей» (1940) и др.
Инициатор издания «Очерков военно-полевой хирургии», к работе которого он привлёк Н. Н. Бурденко. С 1923 года входил в состав редакционной коллегии первого советского медицинского журнала, посвящённого вопросам хирургии — «Новый хирургический архив».
С. Р. Миротворцев разрабатывал вопросы коллатерального кровообращения, патологии и клиники сарком кишечника и костей, вопросы военно-полевой хирургии и др. Им был предложен способ пересадки мочеточников в прямую кишку.
С. Р. Миротворцев написал книгу воспоминаний «Страницы жизни» о событиях русско-японской войны, непосредственным участником которой он был (1956, Ленинград).
Умер 4 мая 1949 года в Саратове. Похоронен на Воскресенском кладбище (1-й участок).

## Награды
- Орден Трудового Красного Знамени[5] (1940);
- Орден Красной Звезды[5] (1944);
- Медаль «За оборону Сталинграда»[5];
- Медаль «За победу над Германией в Великой Отечественной войне 1941—1945 гг.»[5];
- Медаль «За доблестный труд в Великой Отечественной войне 1941—1945 гг.»[5];
- ряд орденов и медалей Российской империи: орден Св. Станислава 3-й степени с мечами (1905), золотая медаль «За храбрость», орден Св. Анны 2-й степени с мечами (1906), орден Св. Владимира 4-й степени с мечами.

## Память
- Мемориальная доска установлена на стене Городской клинической больницы № 1 в Саратове.
- Имя С. Р. Миротворцева присвоено факультетской хирургической клинике мединститута (в клиническом городке), в которой учёный работал многие годы.
- В Саратове 3-я городская клиническая больница теперь называется Клиническая больница имени С. Р. Миротворцева СГМУ. На территории больницы установлен памятник Миротворцеву С. Р.
- В Саратове есть улица Миротворцева. В городе Серафимовиче также есть улица Миротворцева.
- На могиле на Воскресенском кладбище (1-й участок) Саратова академику С. Р. Миротворцеву поставлен памятник.

Больница № 1 Саратов
Миротворцев С.Р. памятник в больнице № 3
Миротворцев С.Р. памятник